# Quagmire (The X-Files)
«Quagmire» es el vigésimo segundo episodio de la tercera temporada de la serie de televisión de ciencia ficción The X-Files. Se estrenó en la cadena Fox en Estados Unidos el 3 de mayo de 1996. Fue escrito por Kim Newton y dirigido por Kim Manners. El episodio es una historia del «monstruo de la semana», desconectada de la mitología más amplia de la serie. «Quagmire» obtuvo una calificación Nielsen de 10.2, siendo visto por 16 millones de espectadores en su transmisión inicial. El episodio recibió críticas en su mayoría positivas de los críticos de televisión.
El programa se centra en los agentes especiales del FBI Fox Mulder (David Duchovny) y Dana Scully (Gillian Anderson) que trabajan en casos relacionados con lo paranormal, llamados expedientes X. Mulder cree en lo paranormal, mientras que la escéptica Scully ha sido asignada para desacreditar su trabajo. En este episodio, Mulder y Scully investigan una serie de muertes en un lago en Georgia que Mulder cree que fueron causadas por un monstruo «marino» al que los lugareños han llamado cariñosamente «Big Blue».
Aunque el episodio fue escrito por Newton, el conocido escritor Darin Morgan brindó asistencia en el guion. Debido a esto, el episodio contiene varias referencias a episodios anteriores escritos por Morgan, como «Clyde Bruckman's Final Repose» y «War of the Coprophages». Una escena con Mulder y Scully varados en una pequeña roca fue alabada por los críticos e incluyó aproximadamente 10 páginas de diálogo. La coprotagonista de la serie, Gillian Anderson, recordó más tarde que «amaba» la escena.

## Argumento
En Millikan, Georgia, los biólogos Paul Farraday y William Bailey analizan la disminución de la población de ranas. Bailey busca un localizador perdido y termina siendo arrastrado al lago por una criatura invisible y asesinado.
Los agentes Fox Mulder (David Duchovny) y Dana Scully (Gillian Anderson) conducen hasta Georgia para investigar. Scully se ve obligada a llevar a su perro Queequeg con ellos debido a la poca antelación. Mulder le dice a Scully que un líder de la tropa de Boy Scouts también ha desaparecido cerca del lago. Scully pronto descubre que Mulder cree que «Big Blue», un críptido parecido a un plesiosaurio, es el responsable. Los agentes hablan con el Dr. Farraday y visitan una tienda local de cebos y aparejos que vende productos de Big Blue. Poco después, se encuentra el cuerpo a medio comer del Líder Scout.
Más tarde esa noche, el dueño de la tienda de cebos y aparejos camina por el pantano con botas, haciendo huellas de dinosaurios falsas. Sin embargo, es atacado y asesinado. Mulder quiere que se cierre el lago, pero el alguacil local se niega y dice que no tiene suficientes hombres para cubrir las 48 millas de costa. Dos adolescentes (vistos anteriormente en el episodio «La guerra de los coprófagos») se dirigen al lago para lamer sapos; mientras experimentaba, un buzo amigo de ellos es atacado repentinamente bajo el agua y su cabeza cortada flota hacia la superficie. Scully, todavía escéptica acerca de que Big Blue sea el asesino, cree que la hélice de un barco fue la responsable. Un fotógrafo llamado Ansel también es atacado justo cuando estaba desesperadamente tomando fotos de la criatura. Después de caer al lago y sentir algo en el agua, el Sheriff ordena cerrar el lago. Mientras Mulder mira las fotografías de Ansel más tarde esa noche, Scully lleva a Queequeg a dar un paseo; el perro, al sentir algo en el bosque cercano, termina corriendo y desapareciendo (se escuchan aullidos), convirtiéndose en la última víctima de los ataques y dejando a Scully entristecida. Mulder se da cuenta de que los avistamientos de Big Blue han estado ocurriendo cada vez más cerca de la costa.
Mulder y Scully alquilan un bote y se dirigen al lago; su bote es rápidamente golpeado por algo y se hunde. Los dos encuentran una gran roca para escalar y hablan por un rato sobre la búsqueda de Mulder para atrapar a Big Blue y el libro Moby-Dick. Cuando el Dr. Farraday pasa junto a ellos, se dan cuenta de que estuvieron cerca de la orilla todo el tiempo. Mulder cree que el declive en el suministro de ranas ha provocado que Big Blue se acerque a la costa y busque fuentes alternativas de alimento. Farraday pronto es atacado, pero logra salir con vida. Mulder persigue al atacante por el bosque y le dispara, revelando que es un caimán. Mulder está decepcionado de que el asesino haya terminado siendo un caimán y no Big Blue. Cuando los agentes se van, Big Blue nada cerca en el lago, sin ser notado.

## Producción

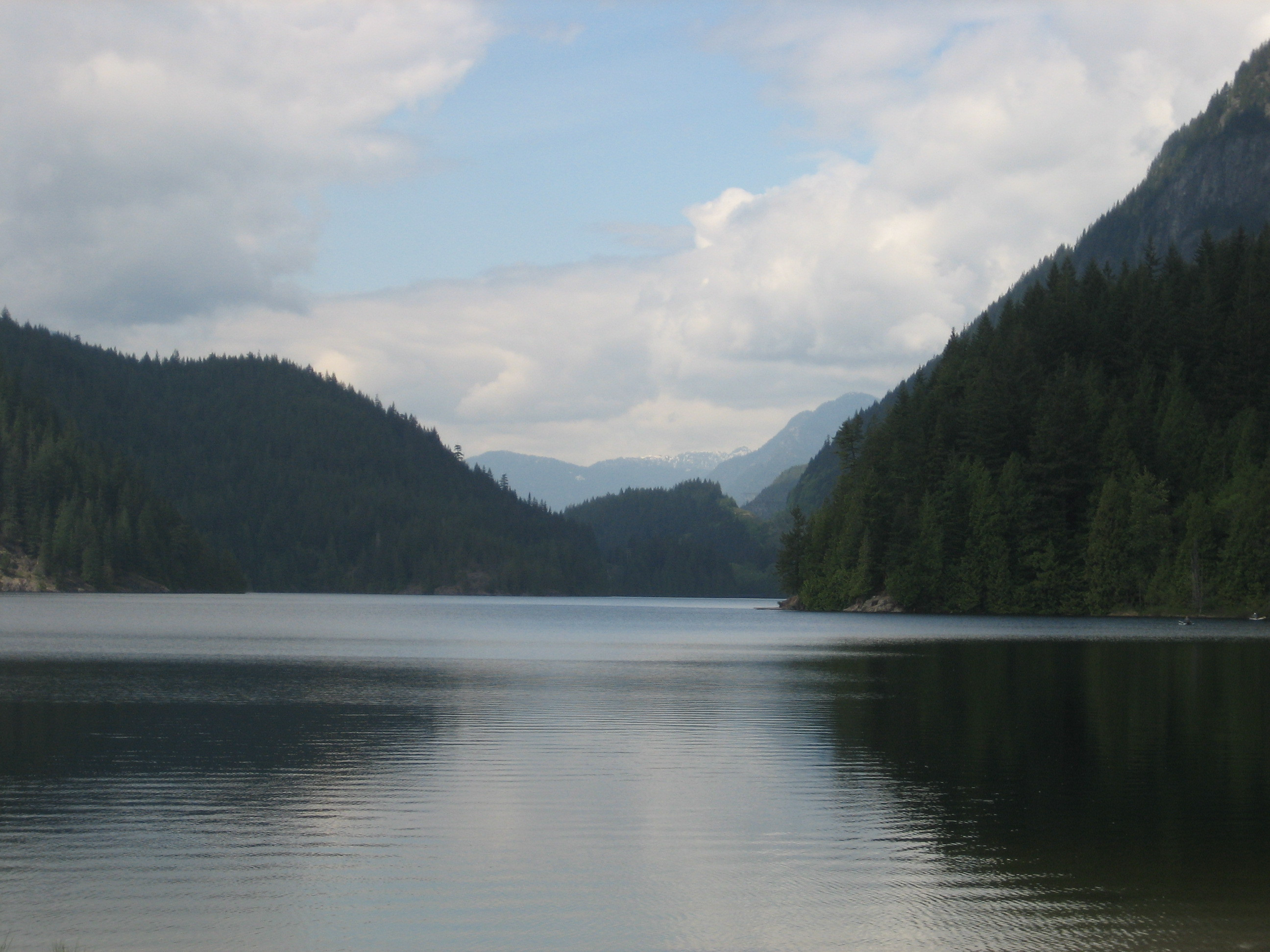
Las tomas exteriores del episodio se filmaron en una variedad de lugares, incluido el lago Buntzen, en el área metropolitana de Vancouver.

### Escritura
«Quagmire» fue escrito por Kim Newton, con revisiones sustanciales por cortesía del también escritor Darin Morgan. Como tal, varias referencias a episodios anteriores escritos por Morgan aparecen en «Quagmire». Por ejemplo, el perro de Scully, Queequeg, que apareció por primera vez en el episodio «Clyde Bruckman's Final Repose», muere en este episodio. El entonces editor de historias, Frank Spotnitz, afirmó que el perro fue traído de vuelta simplemente para que muera. El «chico Stoner» (Tyler Labine) y la «chica vacilante» (Nicole Parker) aparecieron por primera vez en el episodio «War of the Coprophages». El episodio también contenía varias series de chistes internos y referencias a la cultura popular. El condado de Millikan, donde se encuentra el lago en el episodio, deriva su nombre del director de casting Rick Millikan. El barco en el que viajan Mulder y Scully en este episodio, el Patricia Rae, lleva el nombre de la madre del director Kim Manners. La discusión de Mulder sobre tener una pata de palo hace referencia al libro Games People Play.

### Rodaje
El episodio fue filmado alrededor de tres lagos de Columbia Británica: el lago Buntzen, al norte de Coquitlam; el lago Pitt, al norte de Pitt Meadows; y el lago Rice, parte del Bosque de Demostración Seymour. El lago Buntzen se utilizó para tomas de los juncos del cenagal. El lago Pitt se utilizó para las tomas del muelle y de Ted's Bait and Tackle Shop. Finalmente, el lago Rice y el Bosque de Demostración Seymour se utilizaron para la escena final, con una toma discreta de Big Blue. La escena de la conversación se filmó en un «escenario de Rocky Island» en B.C. Research Wave Tank. Durante el día de filmación, el set de rocas artificiales se colocó en el tanque y se llenó de agua. Sin embargo, el conjunto de rocas comenzó a flotar y «un equipo de carpinteros de emergencia [...] trabajó furiosamente durante la noche» para volver a colocar la plataforma. Para la escena final de Big Blue, los productores originalmente tenían la intención de que un bote arrastrara una serpiente de mar de goma por el agua, pero no estaban contentos con el resultado. Después de que fracasaran los intentos de mejorarlo digitalmente, Big Blue se creó completamente con tecnología CGI.
El director Kim Manners dijo sobre el episodio: «No es un gran programa, pero es bueno. Es un programa más ligero. Tiene mucho humor, pero creo que es un éxito entre los fanáticos porque hay una relación maravillosa entre las cosas de Mulder y Scully». Todo el tercer acto son solo ellos dos hablando, lo que en realidad es bastante interesante. La escena en la que Mulder y Scully hablan mientras están varados en una roca constaba de 10 páginas de diálogo. Gillian Anderson dijo sobre la escena: «Me encantó. Eso fue muy divertido, y creo que estaba muy bien escrito... Fue genial tenernos separados de todo y atrapados en esta isla donde podíamos ponernos filosóficos y decirnos la verdad el uno al otro de maneras extrañas».

## Recepción

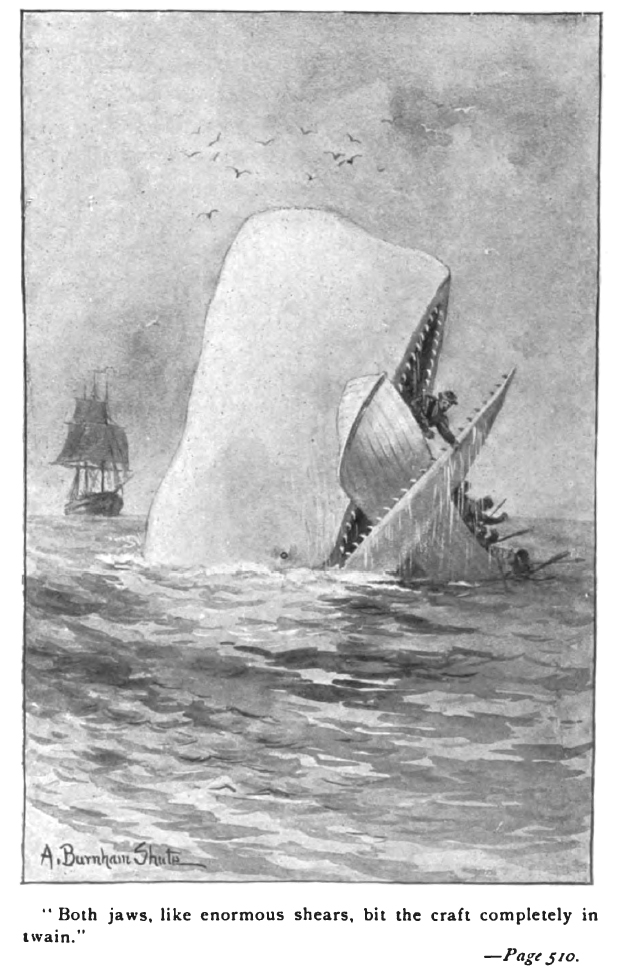
La conversación de Mulder y Scully sobre Moby Dick fue recibida positivamente por los críticos.

### Audiencia
«Quagmire» se estrenó en la cadena Fox en los Estados Unidos el 3 de mayo de 1996. El episodio obtuvo una calificación Nielsen de 10,2, con una participación de 18, lo que significa que aproximadamente el 10,2 por ciento de todos los hogares equipados con televisión y el 18 por ciento de los hogares que veían la televisión sintonizaron el episodio. El episodio fue visto por un total de 16 millones de espectadores.

### Reseñas
La recepción crítica del episodio fue mayoritariamente positiva. Muchas críticas elogiaron la conversación de Moby Dick entre Mulder y Scully. Zack Handlen de The A.V. Club fue positivo hacia el episodio, calificándolo con una A-. Escribió que «comienza asombrosamente» y notó positivamente la forma en que se manejó al monstruo. Sin embargo, señaló que fue la escena de conversación «persistente» la que «distingue a “Quagmire” de todos los demás procedimientos estándar del monstruo de la semana». John Keegan de Critical Myth le dio al episodio un 8 de 10, señalando: «En general, este episodio fue una mirada sólida a los problemas psicológicos que Mulder y Scully están cargando esta temporada. La trama del episodio es poco más que una herramienta elegida para fisgonear en las mentes de los dos agentes, revelando cuán dependientes son el uno del otro. Un caso raro en el que el desarrollo del personaje ocupa un lugar central». Keegan también escribió positivamente sobre la secuencia de la conversación, escribiendo que «el aislamiento causado por el hundimiento del barco [...] obliga a Mulder y Scully a discutir sus problemas». Robert Shearman y Lars Pearson, en su libro Wanting to Believe: A Critical Guide to The X-Files, Millennium & The Lone Gunmen, calificaron el episodio con cuatro estrellas de cinco, y llamó a «Quagmire» una «pequeña joya encantadora» y «algo algo bastante mágico». Además, Shearman y Pearson elogiaron la actuación de Anderson y Duchovny, calificando sus actuaciones de «bellamente interpretadas». Paula Vitaris de Cinefantastique le dio al episodio una crítica positiva y le otorgó tres estrellas de cuatro. Ella se refirió al episodio como «parte Tiburón, parte El mundo perdido y parte Buster Keaton» y señaló que el tercer acto fue cuando el episodio «se vuelve realmente especial, cuando Mulder y Scully se ven obligados a abandonar el barco y refugiarse en una gran roca en medio de una noche oscura». Vitaris, sin embargo, fue crítica con el plano final del episodio, señalando que «el plano destruye la ambigüedad de la historia. Una gran onda en el agua habría sido mucho más inteligente».
No todas las críticas fueron tan positivas. Entertainment Weekly le dio al episodio una C y fue crítico con el monstruo de la entrada, escribiendo «oye, el programa tuvo que abordar el lago Ness». Además, la reseña escribió que el episodio fue «notable sólo por la digresión de Moby Dick de Mulder y Scully».